# المتعدد
.

## نظرية التمثيل
المصطلحات المتعددة هي مصطلحات، غالبًا ما تستخدم في الفيزياء، لتمثيل بنية رياضية، وعادة ما تكون تمثيلًا غير قابل للاختزال لمجموعة لي تعمل كمشغلين خطيين على مساحة متجهية حقيقية أو معقدة.

## الفيزياء

### فيزياء الكم
في فيزياء الكم، عادةً ما يتم تطبيق المفهوم الرياضي على تمثيلات مجموعة المقاييس. على سبيل المثال سيكون لنظرية قياس SU (2) "مجموعات متعددة" وهي حقول يتم تحديد تمثيلها لـ SU (2) بواسطة عدد نصف صحيح واحد s (iso) "الدوران". نظرًا لأن تمثيلات SU (2) غير القابلة للاختزال تتشابه مع القوة المتناظرة الثانية للتمثيل الأساسي ، فإن كل حقل له "مؤشرات داخلية" متناظرة 2 ثانية. تتحول الحقول أيضًا تحت تمثيلات مجموعة Lorentz (على سبيل المثال في تمثيل المتجه) أو مجموعة الدوران SL (2 'C') (مثل سبينور)، والتي تعطي الحقول 'Lorentz' أو (بشكل مربك) 'مؤشرات الدوران ". في نظرية المجال الكمي، تتوافق الجسيمات المختلفة مع واحدة مع حقول مقاسة تتحول إلى تمثيلات غير قابلة للاختزال للمجموعة الداخلية ومجموعة لورنتز. وهكذا، فقد جاء أيضًا المتعدد ليصف مجموعة من الجسيمات دون الذرية التي وصفتها هذه التمثيلات.
قد يصف المتعدد أيضًا مجموعة من الخطوط الطيفية ذات الصلة.

### أمثلة
أفضل مثال معروف هو مضاعفة الدوران، والتي تصف تماثلات تمثيل مجموعة لمجموعة فرعية SU (2) لجبر لورينتز، والتي تُستخدم لتحديد تكميم الدوران. القميص المغزلي هو تمثيل تافه، والمزدوج الدوراني هو تمثيل أساسي وثلاثي الدوران هو تمثيل متجه.

### علم الزلازل
في علم الزلازل، يشير المضاعف إلى حدوث زلزال متكرر، يحدث في نفس الموقع تقريبًا، بنفس خصائص المصدر تقريبًا.